# Olivier Dupuis
Olivier Dupuis (n. 25 februarie 1958) este un om politic italian, membru al Parlamentului European în perioada 1999-2004 din partea Italiei. 
1. ↑  CONOR.SI[*] Verificați valoarea |titlelink= (ajutor)
2. ↑  Deputații în Parlamentul European